# Ateleute foliacea
Ateleute foliacea là một loài tò vò trong họ Ichneumonidae.